# Spring
För andra betydelser, se Spring (olika betydelser).
Spring (tidigare TA Spring eller Total Annihilation: Spring) är en komplett 3D-spelmotor för realtidsstrategispel baserad på öppen källkod, som började som Total Annihilation Demo Viewer av klanen Swedish Yankspankers. De första versionerna av spelet utvecklades av klanen själva, men en skara fans och utvecklare tog sedan över huvudarbetet för att utveckla de senare versionerna. Det ursprungliga målet med spelmotorn var att den skulle klara av att hantera alla modifikationer (moddar) och alla enheter av tredjepartsutvecklare till spelet Total Annihilation. Detta mål är sedan länge i princip uppnått, och numera är utvecklingen av spelet inriktad på att lägga till nya funktioner. 
I Spring spelar man någon av ett flertal existerande moddar. Standardinstallationen kommer med ett antal förinstallerade, varav vissa kräver att man äger en kopia av TA för att kunna spelas legalt, medan andra moddar med fritt innehåll kan användas gratis, och utan att man behöver äga en TA-installation. Spelet går att spela både mot botar och i multiplayer mot andra spelare via internet. Spelmotorn är licensierad under GNU General Public License.
Källkoden till Spring är huvudsakligen skriven i C++, med undantag av den förvalda lobbyn, som är skriven i Delphi, och dess nuvarande spelserver som är skriven i java.